# Bollebandet
Bollebandet var en gammaldansorkester från Bollnäs som efter att ha kommit på tredje plats i Sveriges Radios gammaldanstävling utgav en rad egna album under 1970- och 1980-talen. På deras första album medverkade även dragspelaren Sören Rydgren.

## Diskografi
- Bollebandet Sören Rydgren (LP, Round up 1974)
- Ofta önskad (LP, med Bengt "Polo" Johanson, Round up 1974)
- Tjo och tjim på Åsbo-gården (samlings-LP, RCA 1975)
- Uppe på Bolleberget (LP, Round up 1976)
- Hälsingetag (LP, RCA 1978)
- Att dansa med dej (LP, PHM-Records, 1984)
- Bollebandet (LP, RC-ljud 1989)